# Медичний пункт полку
Меди́чний пункт по́лку (МПП) — основний підрозділ медичної служби полку, призначений для медичного забезпечення особового складу в мирний і воєнний час.[джерело?]
На початок 2016 року, в українській армії такого підрозділу офіційно не існує.
У мирний час МПП здійснює лікувально-профілактичні, санітарно-гігієнічні та протиепідемічні заходи, бере участь у військово-медичній підготовці та гігієнічному вихованні особового складу полку, проводить спеціальну підготовку медичного персоналу частини та інші заходи.
У воєнний час на МПП покладаються такі основні завдання:
- посилення медичних пунктів батальйонів силами і засобами розшуку уражених, надання їм першої медичної допомоги, збору і вивезення їх з поля бою і з осередків масових уражень;
- евакуація уражених і хворих з медпунктів батальйонів і гнізд поранених МПП;
- надання першої лікарської допомоги ураженим і хворим й підготовка їх до подальшої евакуації;
- проведення медичної розвідки, санітарно-гігієнічних та протиепідемічних заходів;
- здійснення медичних заходів по захисту особового складу полку від зброї масового ураження, медичне постачання підрозділів медичної служби.[джерело?]

## Склад
До складу МПП входить 22 людини:
- Лікарі — 4, в тому числі:
  - начальник МП — 1,
  - лікарі — 2,
  - лікар-стоматолог — 1;

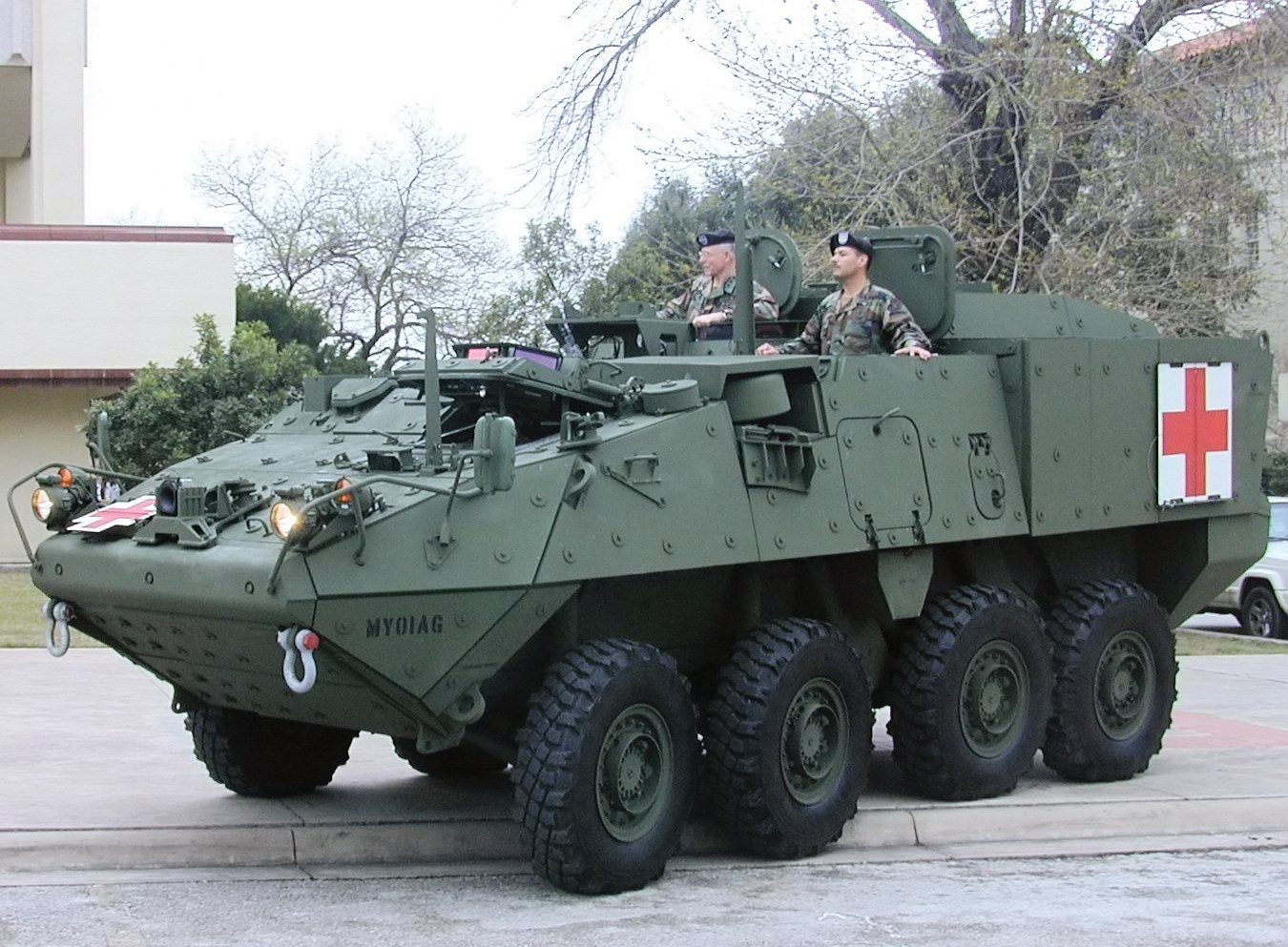
Санітарний транспортер.

- Середній медичний персонал — 6, в тому числі:
  - фельдшер — 3,
  - начальник аптеки-фармацевт — 1,
  - медична сестра — 2;
- Молодший медичний персонал — 7, в тому числі:
  - санітарний інструктор — 3,
  - санітар — 4;
- Інший персонал — 5, в тому числі:
  - кухар — 1,
  - старший радіотелеграфіст — 1,
  - водій-електромеханік — 1,
  - старший водій — 1,
  - водій-санітар — 1.

Крім того, до складу МПП входить відділення збору та евакуації поранених у кількості 12 осіб:
- командир відділення — 1,
- санітарний інструктор — 1,
- старший водій — 2,
- водії-санітари — 4,
- санітари — 4.

## Оснащення
На оснащенні МПП знаходяться: автоперев'язувальна «АП-2», два вантажних автомобіля (ГАЗ-66); електростанція ЕСБ-1-В; кухня причіпна КП-125 (130); радіостанція Р-159 (Р-107); намети УСТ-56 (УЗ-68) — два, табірні — три.
У відділенні збору та евакуації поранених є три санітарних автомобілі (УАЗ-452) і три санітарних транспортери ГТМУ, або три бойових медичних машини БММ-1.